# 阿克塞尔·雷蒙
阿克塞尔·雷蒙（法語：Axel Reymond，1994年2月13日—），法国男子游泳运动员，2017年世界游泳锦标赛男子25公里公开水域游泳金牌得主、2019年世界游泳锦标赛男子25公里公开水域游泳金牌得主、2022年世界游泳锦标赛男子25公里公开水域游泳银牌得主。